# Институт физики твёрдого тела РАН
Институт физики твёрдого тела РАН (ИФТТ РАН) — крупный институт в Российской академии наук — образован 15 февраля 1963 года.
Находится в городе Черноголовка, в одном из научных центров России. Из-за вторжения России на Украину Институт физики твёрдого тела  находится под санкциями всех стран Евросоюза и США.

## Организация и направление исследований
Организаторами института выступили Г. В. Курдюмов, Ю. А. Осипьян, Ч. В. Копецкий. Идеи, положенные организаторами в основу создания института — сочетание фундаментальных и практически ориентированных исследований в следующих областях:
- физика конденсированного состояния;
- физическое материаловедение;
- высокие технологии.

В ИФТТ осуществляется развитие в рамках академического института научных подразделений, которые реализуют результаты проводимых в институте фундаментальных экспериментальных и теоретических исследований в новых технологиях и новых материалах.
Коллектив института является одним из лидеров в таких направлениях, как: магнитооптика полупроводников; поверхностные, двумерные и мезоскопические структуры; твердооксидные топливные элементы (ТОТЭ); сверхпроводимость; аморфные, нанокристаллические и композитные материалы.
ИФТТ является уникальным центром экспериментальных исследований, в котором представлены возможности проведения экспериментов в таких экстремальных условиях, как низкие температуры, сильные магнитные поля, высокие давления.

## Руководители
- академик Осипьян, Юрий Андреевич (1931—2008) — директор института (1963—2002) и его научный руководитель (до 2008 года)
- академик Кведер, Виталий Владимирович — директор института (2002—2017) и его научный руководитель (с 2017 года).
- д.ф.-м.н. Левченко, Александр Алексеевич — директор (2017 — н.в.)(на 2021 г.)[4]

## Состав
В составе Института работают:
- лабораторий — 21;
- производственных отделов — 5;
- научных сотрудников — 203, в том числе:
  - кандидатов наук — 146;
  - докторов наук — 48;
  - членов РАН — 7;
  - аспирантов, студентов — 50;
  - инженерно-технических работников — 340.

### Известные сотрудники
Академики
- Тимофеев, Владислав Борисович
- Кукушкин, Игорь Владимирович
- Кведер, Виталий Владимирович

Члены-корреспонденты
- Бородин, Владимир Алексеевич
- Карпов, Михаил Иванович
- Кулаковский, Владимир Дмитриевич
- Долгополов, Валерий Тимофеевич
- Левченко, Александр Алексеевич

Ранее работавшие
- Гантмахер, Всеволод Феликсович (1935—2015)
- Гейм, Андрей Константинович
- Копецкий, Чеслав Васильевич (1932—1988)
- Курдюмов, Георгий Вячеславович (1902—1996)
- Осипьян, Юрий Андреевич (1931—2008)
- Щёголев, Игорь Фомич (1929—1995)

См. также: Сотрудники ИФТТ РАН

## Участие в подготовке научных кадров
В институте уделяется особое внимание подготовке научных кадров высшей квалификации, обучению студентов и аспирантов.
При ИФТТ работают следующие базовые кафедры:
- Кафедра физики твёрдого тела МФТИ Архивная копия от 2 ноября 2021 на Wayback Machine;
- кафедра физики конденсированных сред факультета физики НИУ ВШЭ;
- магистратура и аспирантура ИФТТ РАН.

Ведущие учёные института читают около 30 курсов лекций студентам всех кафедр.

## Участие в научных программах
ИФТТ РАН участвует в научных программах и проектах Министерства науки, Отделения физических наук РАН, Российского фонда фундаментальных исследований и др.